# Yllka
Yllka – albańsko-szwajcarski film fabularny z roku 2003 w reżyserii Ylli Pepo i Mai Simon.

## Opis fabuły
Historia Yllki rozpoczyna się w roku 1991, kiedy w Albanii zaczyna się okres transformacji ustrojowej. Yllka swoją szansę życiową wiąże z emigracją do Szwajcarii – wraz ze swoją przyjaciółką Mirą i jej 9-letnią córką Doruntiną. Problemem jest tylko znalezienie mężczyzn, którzy ożeniliby się z nimi i umożliwiliby uzyskanie karty stałego pobytu.
Yllka, która w Albanii była cenioną scenarzystką, w Szwajcarii pracuje jako kelnerka w kawiarni. Ostatecznie wychodzi za mąż za podrzędnego muzyka, a jej koleżanka Zamira powraca do kraju i wychodzi za Albańczyka.

## Obsada
- Bessa Myftiu jako Yllka Zela
- Zamira Kita jako Mira
- Elina Duni jako Doruntina
- Xhenis Vehbiu jako Doruntina
- Joni Shanaj jako Mark
- Valentin Rossier jako Patrick
- Genci Fuga jako Kosowar Gazmend
- Carlos Leal jako Alex
- Yves Lambrecht jako Fred
- Artur Gorishti jako Arben
- Vincent Coppey jako Heinz
- Besim Kurti jako szef policji
- Marika Kallamata jako babka Goniego
- Leonard Kamberi
- Vasjan Lami
- Fadil Kujovska
- Jean Marie Cassagne